# Premio Shōgakukan per i manga
Il Premio Shōgakukan per i manga (小学館漫画賞?, Shōgakukan Manga Shō) è uno dei premi più importanti del Giappone per quanto riguarda i manga, e viene sponsorizzato dalla Shōgakukan. Venne creato nel 1955 e tra i candidati figurano ogni anno serie provenienti da un elevato numero di riviste. Nonostante il premio sia gestito da una casa editrice, possono essere premiati titoli di altri editori.
Al momento esistono quattro categorie:
- Categoria kodomo (児童向け部門?, Jidō muke bumon), premia il miglior fumetto per bambini dell'anno
- Categoria shōnen (少年向け部門?, Shōnen muke bumon), premia il miglior fumetto per ragazzi dell'anno
- Categoria shōjo (少女向け部門?, Shōjo muke bumon), premia il miglior fumetto per ragazze dell'anno
- Categoria generale (一般向け部門?, Ippan no muke bumon), premia il miglior fumetto dell'anno

Inizialmente esisteva una sola categoria generale, accompagnata a partire dal 1976 dalla categoria shōnen. Dal 1980 a quest'ultima venne aggiunta la categoria shōjo, in modo da formare un unico premio per manga sia ad indirizzo maschile che femminile. Nel 1984 vennero create due categorie separate, e nacque così anche la categoria shōjo, per i manga femminili. La categoria kodomo infine venne creata nel 1982. La categoria generale ebbe dal 1976 al 1989 la denominazione di categoria seinen (青年一般向け部門?, Seinen ippan no muke bumon), cioè "giovani adulti".
Vengono occasionalmente consegnati anche dei premi speciali in caso di ricorrenze o altri avvenimenti speciali.

## Vincitori
La sigla n/a indica un premio non assegnato e p.m. un pari merito.

### 1955–2022
| Edizione | Anno | Generale | Shōnen                                                                              | Shōjo                                                                            | Kodomo                                                                            |
| -------- | ---- | --- | ----------------------------------------------------------------------------------- | -------------------------------------------------------------------------------- | --------------------------------------------------------------------------------- |
| I        | 1955 | Pūtan, Noboru Baba | n/a                                                                                 | n/a                                                                              | n/a                                                                               |
| II       | 1956 | Oyama no ka Bachan, Eijo Ishida                                                                                             | n/a                                                                                 | n/a                                                                              | n/a                                                                               |
| III      | 1957 | Manga Seminar on Biology e Bīko-chan, Osamu Tezuka                                                                          | n/a                                                                                 | n/a                                                                              | n/a                                                                               |
| IV       | 1958 | Little Black Sambo e Shiaseno Ōji, Senba Tarō                                                                               | n/a                                                                                 | n/a                                                                              | n/a                                                                               |
| V        | 1959 | Korisu no Bokko, Jirō Tada Bonko-chan e Faichin-san, Toshiko Ueda (pari merito)                                             | n/a                                                                                 | n/a                                                                              | n/a                                                                               |
| VI       | 1960 | (non assegnato) | (non assegnato)                                                                     | (non assegnato)                                                                  | (non assegnato)                                                                   |
| VII      | 1961 | Science-kun no Sekai Ryokō, Reiji Aki                                                                                       | n/a                                                                                 | n/a                                                                              | n/a                                                                               |
| VIII     | 1962 | Susume Roboketto e Tebukuro Tecchan, Fujiko Fujio                                                                           | n/a                                                                                 | n/a                                                                              | n/a                                                                               |
| IX       | 1963 | Fight Sensei e Stop! Nii-chan, Hisashi Sekitani                                                                             | n/a                                                                                 | n/a                                                                              | n/a                                                                               |
| X        | 1964 | Osomatsu-kun, Fujio Akatsuka                                                                                                | n/a                                                                                 | n/a                                                                              | n/a                                                                               |
| XI       | 1965 | Baki-chan to Ganta, Kazuo Maekawa                                                                                           | n/a                                                                                 | n/a                                                                              | n/a                                                                               |
| XII      | 1966 | (non assegnato) | (non assegnato)                                                                     | (non assegnato)                                                                  | (non assegnato)                                                                   |
| XIII     | 1967 | Sabu to Ichitori Monohikae, Shōtarō Ishinomori                                                                              | n/a                                                                                 | n/a                                                                              | n/a                                                                               |
| XIV      | 1968 | Animal 1 e Inakabbe Taisho, Noboru Kawasaki                                                                                 | n/a                                                                                 | n/a                                                                              | n/a                                                                               |
| XV       | 1969 | Fire!, Hideko Mizuno | n/a                                                                                 | n/a                                                                              | n/a                                                                               |
| XVI      | 1970 | Glass no Shiro, Masako Watanabe Gag Ojisan e Oya Baka Tengoku, Aki Ryuzan (p.m.)                                            | n/a                                                                                 | n/a                                                                              | n/a                                                                               |
| XVII     | 1971 | Hana Ichimonme, Shinji Nagashima Minashigo Hutch, Tatsuo Yoshida (p.m.)                                                     | n/a                                                                                 | n/a                                                                              | n/a                                                                               |
| XVIII    | 1972 | To-chan no Kawaii Oyome-san e Hashire! Boro, Hiroshi Asuna                                                                  | n/a                                                                                 | n/a                                                                              | n/a                                                                               |
| XIX      | 1973 | Otoko to Aho Kōshien e Deba to Batto, Shinji Mizushima                                                                      | n/a                                                                                 | n/a                                                                              | n/a                                                                               |
| XX       | 1974 | Hyōryū Kyōshitsu, Kazuo Umezu                                                                                               | n/a                                                                                 | n/a                                                                              | n/a                                                                               |
| XXI      | 1975 | Golgo 13, Takao Saitō | Edgar e Allan Poe e Siamo in 11!, Moto Hagio                                        | n/a                                                                              | n/a                                                                               |
| XXII     | 1976 | Abu-san, Shinji Mizushima                                                                                                   | Captain e Play Ball, Akio Chiba Ganbare Genki, Yū Koyama (p.m.)                     | n/a                                                                              | n/a                                                                               |
| XXIII    | 1977 | Notari Matsutarō, Tetsuya Chiba                                                                                             | Galaxy Express 999 e Senjo Manga Series, Leiji Matsumoto                            | n/a                                                                              | n/a                                                                               |
| XXIV     | 1978 | Haguregumo, George Akiyama                                                                                                  | Dame Oyaji, Mitsutoshi Furuya                                                       | n/a                                                                              | n/a                                                                               |
| XXV      | 1979 | Doza no Ippon Tsuri, Yusuke Aoyagi                                                                                          | Terra e... e Il poema del vento e degli alberi, Keiko Takemiya                      | Terra e... e Il poema del vento e degli alberi, Keiko Takemiya                   | n/a                                                                               |
| XXVI     | 1980 | Hakatakko Junjō e Gangaragan, Hōsei Hasegawa Jarinko Chie, Etsumi Haruki (p.m.)                                             | Lamù, Rumiko Takahashi                                                              | Lamù, Rumiko Takahashi                                                           | n/a                                                                               |
| XXVII    | 1981 | Sanchōme no Yūhi, Ryōhei Saigan                                                                                             | Dr. Slump, Akira Toriyama                                                           | Dr. Slump, Akira Toriyama                                                        | Doraemon, Fujiko Fujio                                                            |
| XXVIII   | 1982 | Tsuri Baka Nikki, Jūzō Yamasaki e Ken'ichi Kitami                                                                           | Miyuki e Touch, Mitsuru Adachi                                                      | Miyuki e Touch, Mitsuru Adachi                                                   | Game Center Arashi e Kon'nichiwa! Mi-com, Mitsuru Sugaya                          |
| XXIX     | 1983 | Il bisturi e la spada, Osamu Tezuka                                                                                         | Musashi no Ken, Motoka Murakami                                                     | Kisshō Tennyo, Akimi Yoshida                                                     | Panku Ponk, Haruko Tachiiri                                                       |
| XXX      | 1984 | Human Crossing, Masao Yajima e Kenshi Hirokane                                                                              | Futari Daka e Area 88, Kaoru Shintani                                               | Yume no Ishibumi, Toshie Kihara                                                  | Kinnikuman, Yudetamago                                                            |
| XXXI     | 1985 | Bokkemon, Takashi Iwashige                                                                                                  | Hatsukoi Scandal e Tobe! Jinrui II, Akira Oze                                       | Zenryaku: Milk House, Yumiko Kawahara                                            | Asari-chan, Mayumi Muroyama                                                       |
| XXXII    | 1986 | Oishinbo, Tetsu Kariya e Akira Hanasaki                                                                                     | Ginga: Nagareboshi Gin, Yoshihiro Takahashi                                         | Yami no Purple Eye, Chie Shinohara                                               | Ganbare! Kickers, Noriaki Nagai                                                   |
| XXXIII   | 1987 | Hotel e Manga Nihon Keizai Nyumon, Shōtarō Ishinomori                                                                       | Just Meet e Fuyu Monogatari, Hidenori Hara                                          | Boyfriend, Fuyumi Sōryō                                                          | Tsurupika Hagemaru, Shinbo Nomura                                                 |
| XXXIV    | 1988 | Genji monogatari, Miyako Maki                                                                                               | B.B., Osamu Ishiwata                                                                | Fancy Dance, Reiko Okano                                                         | Obochama-kun, Yoshinori Kobayashi                                                 |
| XXXV     | 1989 | Yawara! - Jenny la ragazza del judo, Naoki Urasawa                                                                          | Ucchare Goshogawara, Tsuyoshi Nakaima                                               | Papa Told Me, Nanae Haruno                                                       | Lovely Mari-chan, Kimiko Uehara                                                   |
| XXXVI    | 1990 | F - Motori in pista, Noboru Rokuda                                                                                          | Patlabor, Masami Yūki                                                               | Ōke no monshō, Hosokawa Chieko Hajime-chan ga Ichiban!, Taeko Watanabe (p.m.)    | Amaizo! Dango, Moo. Nenbei                                                        |
| XXXVII   | 1991 | Kazoku no shokutaku e Asunaro hakusho, Fumi Saimon                                                                          | Ushio e Tora, Kazuhiro Fujita                                                       | Makoto Call!, Kazuko Fujita                                                      | Dojji Donbei, Tetsuhiro Koshita                                                   |
| XXXVIII  | 1992 | Okami-san, Ichimaru Miyamoto kara Kimi e, Hideki Arai (p.m.)                                                                | Mikami Agenzia Acchiappafantasmi, Takashi Shiina Yaiba, Gōshō Aoyama (p.m.)         | Basara, Yumi Tamura                                                              | n/a                                                                               |
| XXXIX    | 1993 | Kaze no daichi, Nobuhiro Sakata e Eiji Kazama                                                                               | Yu degli spettri, Yoshihiro Togashi                                                 | Bara no tame ni, Akemi Yoshimura                                                 | One More Jump, Michiyo Akaishi                                                    |
| XL       | 1994 | Bokkō, Hideki Mori | Slam Dunk, Takehiko Inoue                                                           | Aka-chan to boku, Marimo Ragawa                                                  | Ore wa Otoko Da! Kunio-kun, Kōsaku Anakubo                                        |
| XLI      | 1995 | Ron, Motoko Murakami Gallery Fake e Tarō, Fujihiko Hosono (p.m.)                                                            | MAJOR, Takuya Mitsuda                                                               | Hanayori Dango, Yōko Kamio                                                       | Kocchimuite! Miiko, Eriko Ono                                                     |
| XLII     | 1996 | Gekka no Kishi, Junichi Nōjō                                                                                                | Megumi no Daigo, Masahito Soda                                                      | Kanon, Chiho Saitō                                                               | Midori no Makibaō, Tsunomaru                                                      |
| XLIII    | 1997 | Azumi, Yū Koyama | Ganba Fly High, Shinji Morisue e Hiroyuki Kikuta                                    | Ayashi no Ceres, Yuu Watase                                                      | Ninpen Manmaru, Mikio Igarashi                                                    |
| XLIV     | 1998 | Aji Ichimonme, Yoshimi Kurata                                                                                               | Project ARMS, Kyoichi Nanatsuki e Ryōji Minagawa                                    | Angel Lip, Kiyoko Arai                                                           | n/a                                                                               |
| XLV      | 1999 | n/a | Monkey Turn, Katsutoshi Kawai Hikaru no Go, Yumi Hotta e Takeshi Obata (p.m.)       | Bara-Iro no Ashita, Ryo Ikuemi                                                   | Uchūjin Tanaka Tarō, Yasunari Nadotoshi                                           |
| XLVI     | 2000 | Monster, Naoki Urasawa | Detective Conan, Gōshō Aoyama Tenshi na konamaiki, Hiroyuki Nishimori (p.m.)        | Anatolia Story, Chie Shinohara                                                   | Seikimatsu Leader den Takeshi!, Mitsutoshi Shimabukuro                            |
| XLVII    | 2001 | Heat, Buronson e Ryōichi Ikegami                                                                                            | InuYasha, Rumiko Takahashi One Piece, Eiichirō Oda                                  | Kaguyahime, Reiko Shimizu Yasha, Akimi Yoshida (p.m.)                            | Pukupukutennenkairanban, Sayuri Tatsuyama                                         |
| XLVIII   | 2002 | 20th Century Boys, Naoki Urasawa                                                                                            | Zatch Bell!, Makoto Raiku                                                           | Nana, Ai Yazawa Kaze Hikaru, Taeko Watanabe (p.m.)                               | Korokke!, Manabu Kashimoto                                                        |
| XLIX     | 2003 | Dr. Koto Shinryojo, Takatoshi Yamada                                                                                        | Yakitate!! Japan, Takashi Hashiguchi Fullmetal Alchemist, Hiromu Arakawa (p.m.)     | Lovely Complex, Aya Nakahara                                                     | Mirmo, Hiromu Shinozuka                                                           |
| L        | 2004 | Team Medical Dragon, Tarō Nogizaka e Akira Nagai                                                                            | Bleach, Tite Kubo                                                                   | La clessidra - Ricordi d'amore, Hinako Ashihara Bokura ga ita, Yūki Obata (p.m.) | Keroro, Mine Yoshizaki Zettai zetsumei: denjarasu jiisan, Kazutoshi Soyama (p.m.) |
| LI       | 2005 | A Spirit of the Sun, Kaiji Kawaguchi Rainbow, George Abe e Masasumi Kakizaki (p.m.)                                         | Wild Life, Masato Fujisaki                                                          | Sonnan Ja Nee Yo!, Kaneyoshi Izumi                                               | Animal Alley, Ryō Maekawa                                                         |
| LII      | 2006 | Bengoshi no Kuzu, Hideo Iura                                                                                                | Kekkaishi, Yellow Tanabe                                                            | 7 Seeds, Yumi Tamura                                                             | Kirarin Revolution, An Nakahara                                                   |
| LIII     | 2007 | Bambino!, Tetsuji Sekiya Kurosagi - Il truffatore nero, Takeshi Natsuhara e Kuromaru (p.m.)                                 | Ace of Diamond, Yūji Terajima                                                       | Secret Unrequited Love, Kotomi Aoki                                              | Keshikasu-kun, Noriyuki Murase                                                    |
| LIV      | 2008 | Gaku, Shinichi Ishizuka | Cross Game, Mitsuru Adachi                                                          | Black Bird, Kanoko Sakurakoji                                                    | Naisho no Tsubomi, Yuu Yabuuchi                                                   |
| LV       | 2009 | Shinya Shokudō, Yarō Abe | Sket Dance, Kenta Shinohara                                                         | Machi de Uwasa no Tengu no Ko, Nao Iwamoto                                       | Penguin no Mondai, Yūji Nagai                                                     |
| LVI      | 2010 | Yamikin Ushijima-kun, Shōhei Manabe Uchu kyodai - Fratelli nello spazio, Chūya Koyama (p.m.)                                | King Golf, Ken Sasaki                                                               | Ooku - Le stanze proibite, Fumi Yoshinaga                                        | Yumeiro Pâtissière, Natsumi Matsumoto                                             |
| LVII     | 2011 | Jammin' Apollon, Yūki Kodama                                                                                                | Nobunaga Concerto, Ayumi Ishii                                                      | Pin to Kona, Ako Shimaki                                                         | Inazuma Eleven, Tenya Yabuno                                                      |
| LVIII    | 2012 | I Am a Hero, Kengo Hanazawa                                                                                                 | Silver Spoon, Hiromu Arakawa                                                        | Piece, Hinako Ashihara                                                           | Kaitō Joker, Hideyasu Takahashi                                                   |
| LIX      | 2013 | Mogura no Uta, Noboru Takahashi                                                                                             | Magi: The Labyrinth of Magic, Shinobu Ohtaka                                        | Kanojo wa Uso o Aishisugiteru, Kotomi Aoki                                       | Zekkyō Gakkyū, Emi Ishikawa                                                       |
| LX       | 2014 | Asahinagu, Ai Kozaki Aoi Honō, Kazuhiko Shimamoto (p.m.)                                                                    | Be Blues! ~Ao ni Nare~, Motoyuki Tanaka                                             | Il fiore millenario, Kaneyoshi Izumi                                             | Yo-kai Watch, Noriyuki Konishi                                                    |
| LXI      | 2015 | Our Little Sister - Diario di Kamakura, Akimi Yoshida Sunny, Taiyou Matsumoto (p.m.)                                        | Haikyu!! - L'asso del volley, Haruichi Furudate                                     | Ore monogatari!!, Kazune Kawahari e Aruko                                        | Usotsuki! Gokuo-kun, Makoto Yoshimoto                                             |
| LXII     | 2016 | Blue Giant, Shinichi Ishizuka Jūhan Shuttai!, Naoko Matsuda (p.m.)                                                          | Mob Psycho 100, ONE                                                                 | 37.5 °C no namida, Chika Shiina                                                  | Ijime, Kaoru Igarashi                                                             |
| LXIII    | 2017 | Come dopo la pioggia, Jun Mayuzuki Kūbo Ibuki, Kaiji Kawaguchi e Osamu Eya (p.m.)                                           | The Promised Neverland, Kaiu Shirai & Posuka Demizu                                 | Amarsi, Lasciarsi, Io Sakisaka                                                   | PriPri Chii-chan!!, Kaoru Igarashi                                                |
| LXIV     | 2018 | Hibiki: Shōsetsuka ni Naru Hōhō, Mitsuharu Yanamoto Kenkō de Bunkateki na Saitei Gendo no Seikatsu, Haruko Kashiwagi (p.m.) | Dr. Stone, Riichirō Inagaki e Boichi                                                | Suteki na Kareshi, Kazune Kawahara                                               | Age 12, Nao Maita                                                                 |
| LXV      | 2019 | Ao Ashi, Yūgo Kobayashi e Naohiko Ueno Kaguya-sama: Love is War, Aka Akasaka (p.m.)                                         | Maiko-san chi no Makanai-san, Aiko Koyama                                           | Nagi no Oitoma, Misato Konari                                                    | Neko, Hajimemashita, Konomi Wagata                                                |
| LXVI     | 2020 | Dead Dead Demon's Dededede Destruction, Inio Asano Hakozume: Kōban Joshi no Gyakushū, Miko Yasu (p.m.)                      | Non mi stuzzicare, Takagi!, Sōichirō Yamamoto Chainsaw Man, Tatsuki Fujimoto (p.m.) | Yuzuki-sanchi no Yon Kyōdai, Shizuki Fujisawa                                    | Duel Masters, Shigenobu Matsumoto The Magic of Chocolate, Rino Mizuho (p.m.)      |
| LXVII    | 2021 | Nigatsu no shōsha, Shiho Takase Don't Call It Mystery, Yumi Tamura (p.m.)                                                   | Komi Can't Communicate, Tomohito Oda                                                | Kieta hatsukoi, Wataru Hinekure e Aruko                                          | n/a                                                                               |
| LXVIII   | 2022 | Medalist, Tsurumaikada | Call of the Night, Kotoyama Ao no Orchestra, Makoto Akui (p.m.)                     | Tomorrow, I'll Be Someone's Girlfriend, Hinao Wono                               | Ui×Kon, Minori Kurosaki                                                           |

### 2023–
| #    | Anno | Vincitore |
| ---- | ---- | --- |
| LXIX | 2023 | The Elusive Samurai, Yūsei Matsui Frieren - Oltre la fine del viaggio, Kanehito Yamada e Tsukasa Abe Sūji de Asobo, Murako Kinuta Trillion Game, Riichirō Inagaki e Ryōichi Ikegami |
| LXX  | 2024 | Shakunetsu Kabadi, Hajime Musashino Kore Kaite Shine, Minoru Toyoda Finché morte non ci separi, Tarō Nogizaka Puniru wa Kawaii Suraimu, Maeda-kun                                   |